# Nord Stream 2

Nord Stream 2

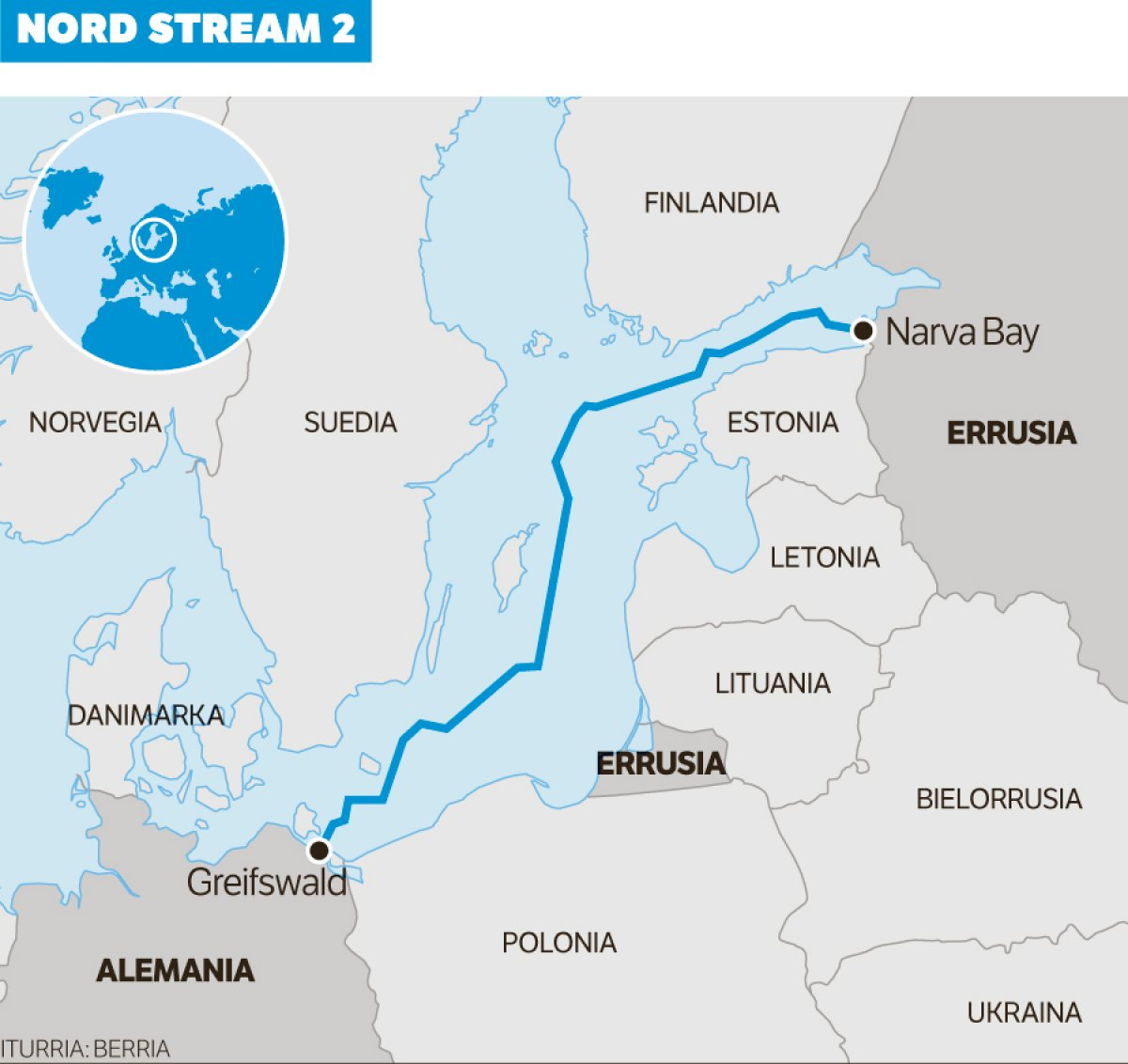
Nord Stream 2

Nord Stream 2 (en ruso: Северный поток (Severnyy potok)) es un gasoducto de gas natural construido en alta mar desde Ust-Luga en Rusia hasta Lubmin/Greifswald en Alemania.

## Construcción

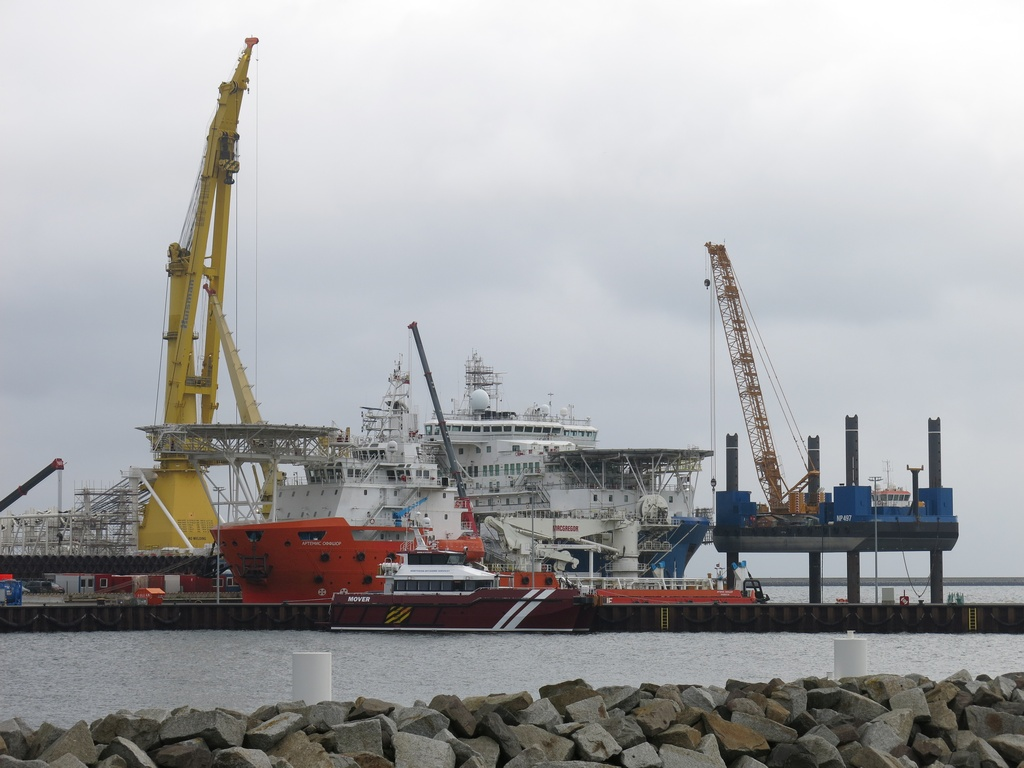

El tendido de Nord Stream 2 se llevó a cabo en 2018-2021. La primera línea de Nord Stream 2 se completó en junio de 2021 y la segunda línea se completó en septiembre de 2021.
Nord Stream 2 tiene una capacidad anual total de 55 mil millones de m³ (1,9 billones de pies cúbicos) de gas,
El consorcio encargado de la construcción y operación es Nord Stream 2 AG promovido por la empresa pública rusa Gazprom y las empresas privadas Shell plc, E.ON y OMV AG .  
Las tuberías del NS2 tienen un diámetro de 1,2 metros aproximadamente y un espesor que va de los 27 a los 41 milímetros (las tuberías del NS2 son más gruesas en la zona de inyección del gas debido a que en esa parte se pueden alcanzar presiones de hasta 220 bares y más finas hacia la salida donde la presión disminuye hasta los 177 bares). Cada una de las dos lines de tuberías del NS2 está conformada por más de 100 000 tuberías de acero revestidas de hormigón. En total cada línea pesa unas 24 toneladas y esta sumergida entre los 80 y los 110 metros (dependiendo de la profundidad de la zona).

## Aprobación y paralización
El 23 de marzo de 2021 El secretario de Estado de los Estados Unidos, Antony Blinken, advirtió a su homólogo alemán en la sede de la OTAN, en Bruselas, Heiko Maas, sobre eventuales sanciones a raíz del gasoducto Nord Stream 2, que uniría a Alemania y Rusia. "El presidente Joe Biden ha sido muy claro al decir que cree que el gasoducto es una mala idea. Es malo para Europa, y malo para Estados Unidos". Dicho gaseoducto también privaría de importantes ingresos económicos a Ucrania al no tener que cruzar su territorio.
En mayo del 2021 la administración Biden retiró las sanciones a la empresa Nord Stream 2 AG y a su gerente general Matthias Warnig.
El 27 de enero de 2022, el Departamento de Estado estadounidense advirtió, por boca de Victoria Nuland, que, si Rusia invadía Ucrania, el Nord Stream 2 se convertiría en un "amasijo de metal en el fondo del océano".
En febrero de 2022, el canciller de Alemania Olaf Scholz manifestó que se detenía la aprobación del proyecto Nord Stream 2, por la crisis ruso-ucraniana.  

## Sabotaje en 2022
El sabotaje del Nord Stream consistió en unas explosiones submarinas que rompieron los gasoductos de gas natural Nord Stream 1 y Nord Stream 2 el 26 de septiembre de 2022 y provocaron una gran fuga de gas. Ambos gasoductos se habían construido para transportar gas natural desde Rusia a Alemania a través del Mar Báltico, y son propiedad de la compañía de gas estatal rusa Gazprom (51%) y de varias compañías de Europa occidental. Se cree que las explosiones fueron causadas por un sabotaje intencionado con explosivos; sin embargo, las identidades de los perpetradores y sus motivos siguen siendo objeto de debate.
En el momento del atentado, los gasoductos estaban llenos de gas pero su flujo estaba detenido. El Nord Stream 1 estaba parado por falta de uno de sus turbocompresores mientras que el Nord Stream 2 no había llegado a ser puesto en servicio debido a la oposición estadounidense. El 26 de septiembre a las 02:03 hora local (CEST), se detectó una explosión con origen en Nord Stream 2, se informó de una caída de presión en la tubería y comenzó a escaparse gas natural a la superficie al sureste de la isla danesa de Bornholm. Diecisiete horas después, ocurrió lo mismo con Nord Stream 1, lo que resultó en tres fugas separadas al noreste de Bornholm. Las tres tuberías afectadas quedaron inoperables. Las fugas ocurrieron un día después de que Polonia y Noruega abrieran el Baltic Pipe alternativo que atraviesa Dinamarca, trayendo gas del Mar del Norte en lugar de Rusia como lo hacen los gasoductos Nord Stream. Las fugas están ubicadas en aguas internacionales (que no forman parte del mar territorial de ninguna nación), y dentro de las zonas económicas de Dinamarca y Suecia.